# Pseudozumia orientalis
Pseudozumia orientalis är en stekelart som först beskrevs av Giovanni Gribodo 1891.
Pseudozumia orientalis ingår i släktet Pseudozumia och familjen Eumenidae. Inga underarter finns listade i Catalogue of Life.